# Droit constitutionnel (France)
Pour les autres articles nationaux ou selon les autres juridictions, voir Droit constitutionnel.
Le droit constitutionnel français est la branche du droit dont l'objet est l'étude de la Constitution, de sa sanction par le juge constitutionnel, mais aussi l'étude de l'ensemble des règles juridiques intéressant les institutions, le système de norme et les droits fondamentaux. Il s'intéresse aussi aux rapports entre ces normes. Il s'agit donc d'une branche qui a toujours été proche de la science politique et a fini par conquérir son autonomie en France dès la IIIe République, qui est une étape charnière de la vie de cette matière.

## Instabilité constitutionnelle en France

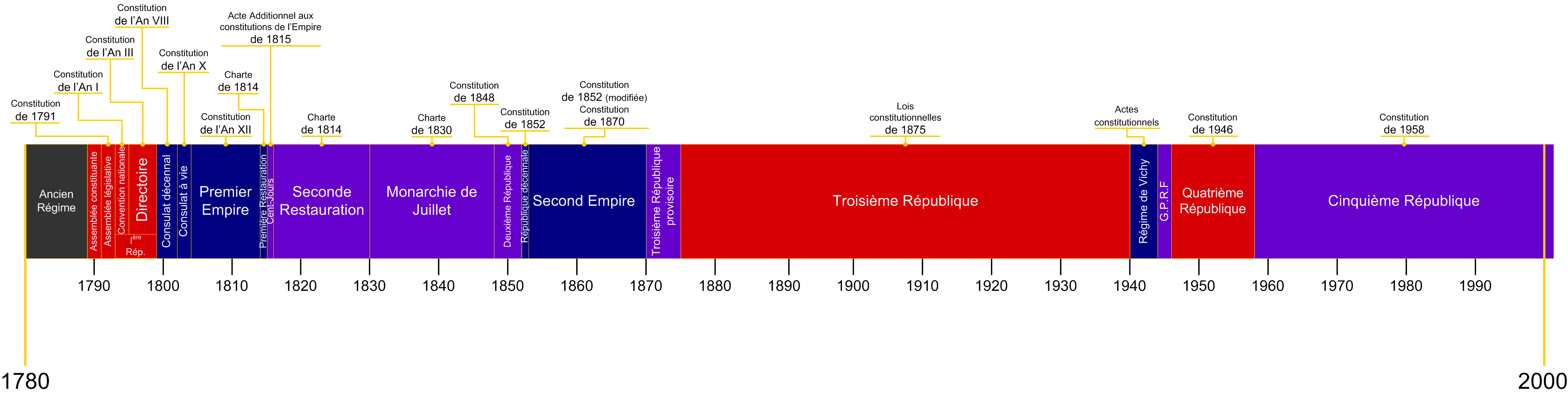
Chronologie des différentes constitutions

En premier lieu, le droit constitutionnel français est marqué par un nombre très important de constitutions et de régimes politiques qui se sont succédé : en effet, 16 textes fondamentaux peuvent être recensés, et 5 projets constitutionnels n'ont jamais été adoptés. On peut ainsi parler de « laboratoire constitutionnel ». La France a ainsi expérimenté une Constitution d'inspiration socialiste[réf. nécessaire], une Constitution d'inspiration aristocratique, des Chartes monarchistes ou impériales, plus ou moins autoritaires ou libérales (Constitution de l'an XII, Charte de 1814, Charte de 1830, Constitution de 1852). La Loi constitutionnelle du 10 juillet 1940 donne tous les pouvoirs à Pétain. À la suite de cela, la Constitution du 27 octobre 1946 établira de facto un régime d'assemblée.

## Création de la science constitutionnelle en France
Mais si l'histoire constitutionnelle de la France est riche d'enseignements, l'émergence d'une véritable étude scientifique de cette norme fondamentale qu'est la Constitution n'a pu être possible qu'au cours de la IIIe République, à partir des années 1880. De célèbres juristes de droit public, comme Léon Duguit, Maurice Hauriou, vont ainsi étendre leur étude à cette norme, adoptant d'ailleurs un certain militantisme juridique. En effet, les Lois constitutionnelles de 1875 n'étaient, en tant que telles, pas sanctionnées par un juge constitutionnel : la France était alors dans un système légicentriste, dans lequel la loi n'était pas contrôlée par-rapport à la Constitution, et pouvait y être contraire. Ces juristes, en revanche, s'inspiraient du système constitutionnel américain dans lequel dès 1803, la Cour suprême des États-Unis d'Amérique s'était donné la mission de contrôler les actes du gouvernement fédéral par-rapport à la Constitution américaine, dans l'arrêt Marbury v. Madison.
Une véritable justice constitutionnelle n'est apparue en France qu'à partir de la Constitution du 4 octobre 1958, avec l'apparition du Conseil constitutionnel dont le statut de juridiction est toujours l'objet d'un vif débat doctrinal et politique. Ce n'est que depuis la décision Liberté d'association du 16 juillet 1971 que les « 9 Sages » acceptent de contrôler la conformité d'une loi à la Déclaration des droits de l'homme et du citoyen de 1789, au Préambule de la Constitution de 1946 et aux Principes fondamentaux reconnus par les lois de la République, acceptant donc non plus seulement un contrôle de procédure législative, mais également défendant les droits fondamentaux contenus dans ces textes juridiques. La Ve République a de ce fait progressivement respecté la doctrine du constitutionnalisme.
Néanmoins, le droit constitutionnel français garde toujours un certain dynamisme. 45 propositions de lois constitutionnelles ont ainsi été déposées par la XIIe législature, et six projets de lois constitutionnelles ont été déposés par le Président de la République Jacques Chirac. Aujourd'hui, la plupart des candidats à l'élection présidentielle française de 2007 proposent un programme de réforme constitutionnelle.

## Fondement actuel de la Constitution française
La France est actuellement sous le régime de la Constitution de 1958.
Le fondement de ce régime est constitué par le bloc de constitutionnalité :
- la Déclaration des droits de l'homme et du citoyen de 1789 ;
- le Préambule de la Constitution du 27 octobre 1946 (principes politiques, économiques et sociaux particulièrement nécessaires à notre temps) ;
- les Principes fondamentaux reconnus par les lois de la République ;
- la Charte de l'environnement de 2004 ;
- des principes à valeur constitutionnelle ;
- la Constitution française du 4 octobre 1958 elle-même, composée de 90 articles. Cette Constitution rappelle la devise de la République : Liberté, Égalité, Fraternité (article 2). Chaque article de cette constitution fait l'objet d'un article spécifique de Wikipédia.